# Юсупова, Алия Махсутовна
Алия Махсутовна Юсу́пова (каз. Әлия Махсұтқызы  Жүсіпова; род. 15 мая 1984, Шымкент, Казахская ССР) — казахстанская спортсменка, позже — спортивный функционер. Из рода Алимулы. Выступала за сборную Казахстана, представляла художественную гимнастику в индивидуальных упражнениях. Участница двух летних Олимпиад — в Афинах (2004) и Пекине (2008). Тренировалась в России по приглашению Ирины Александровны Винер.

## Карьера
Алия — абсолютная чемпионка Казахстана 2000—2009 годов. Многократная чемпионка Азии. Победительница Азиатских игр 2006 года в Дохе и вице-чемпионка Азиатских игр в Пусане в 2002 году..
В 2005 году выступила на Всемирных играх в Дуйсбурге, где заняла второе место в упражнении с булавами, а также пятое место — со скакалкой и мячом, и шестое — с лентой.
Алия — призёр трёх Универсиад: в Измире в 2005 году она завоевала «бронзу» в финале упражнения с мячом, в Бангкоке в 2007 году — «бронзу» за булавы и в Белграде в 2009 году — две бронзовые медали (за многоборье и упражнение с обручем).
На чемпионатах мира, начиная со своего дебюта в 2001 году в Мадриде, Алия стабильно входила в десятку лучших гимнасток планеты по результатам многоборья. В 2001 году она заняла восьмую строчку в финале многоборья, в 2003 году в Будапеште и в 2005 году в Баку — седьмую, в 2007 году в Патрах — шестую. На последнем для неё мировом первенстве в 2009 году в Мие Юсупова стала одиннадцатой.
На Олимпийских играх 2004 в Афинах она прошла квалификацию пятой. В финале она закончила выступления на четвёртом месте с общей суммой 103.975 (обруч 25.500, мяч 26.600, булавы 26.325, лента 25.550). На Олимпийских играх 2008 в Пекине показала пятый результат в финале многоборья с общей суммой 69.800 (скакалка 17.825, обруч 17.625, булавы 17.650, лента 16.700).
После завершения гимнастической карьеры Алия занялась тренерской деятельностью, открыв школу художественной гимнастики в Шымкенте.С 2012 года Алия — главный тренер сборной Казахстана по художественной гимнастике,с января 2025 года Юсупова ушла с этой должности.
С 9 февраля 2021 года - президент Казахстанской федерации гимнастики.

## Награды
- 2004 — Медаль «За трудовое отличие» (Казахстан)
- 2004 — Почётный гражданин Южно-Казахстанской области
- 2006 — Заслуженный мастер спорта Республики Казахстан
- 2012 — Орден Курмет
- 2013 — Почётный знак «За заслуги в развитии физической культуры, спорта и туризма» (28 ноября 2013 года, Межпарламентская ассамблея СНГ) — за  значительный вклад в развитие физической культуры, спорта и туризма в государствах — участниках Содружества Независимых Государств, реализацию идей сотрудничества в данной сфере[15]
- 2018 — Орден Парасат (награда вручена в Акорде)[16]

## Личная жизнь
12 декабря 2009 года вышла замуж за Альтаева Нуржана Бауыржановича. Её муж — юрист по специальности, Председатель Правления Союза промышленников и предпринимателей «El Tiregi». У них есть дочь Амина (род. 2010) и сын Нурали (род. 2012). Летом 2016 года брак расторгнут.